# Suore francescane di Sant'Anna
Le Suore Francescane di Sant'Anna (in inglese Franciscan Sisters of St. Anne; sigla F.S.A.) sono un istituto religioso femminile di diritto pontificio.

## Storia

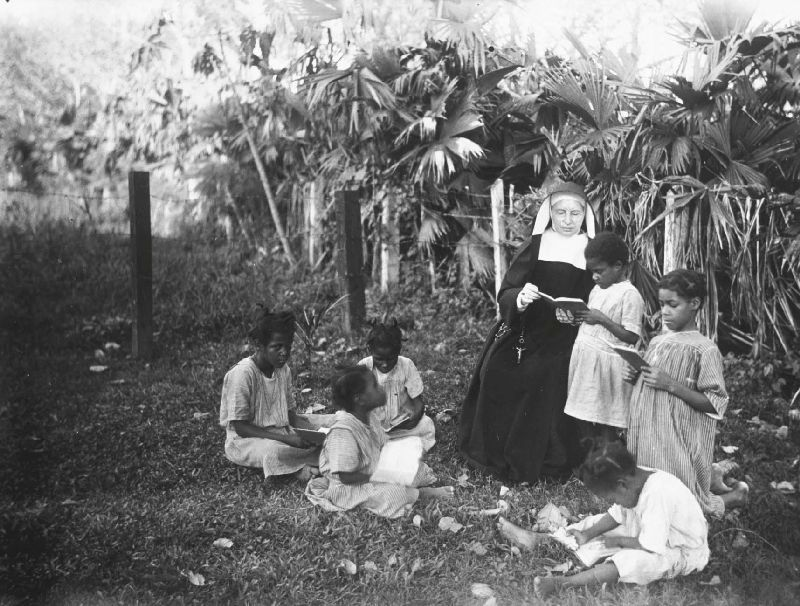
Suore francescane di Sant'Anna in Suriname

La congregazione fu fondata da una comunità di cinque penitenti recollettine di San Francesco provenienti dal monastero di Roosendaal: sotto la guida della superiora Antonia Janssen, il 26 luglio 1838 (festa di sant'Anna) le religiose aprirono un educandato a Oudenbosch dando inizio a un istituto indipendente.
Il monastero di Oudenbosch si sviluppò rapidamente e fu presto in grado di aprire succursali a Ossendrecht e Gouda.
Nel 1929 la comunità fu eretta in istituto di diritto diocesano dal vescovo di Breda e il 7 ottobre 1937 fu aggregata all'ordine dei frati minori.
La prima casa in terra di missione fu fondata nel 1929 in Suriname e nel 1958 si stabilirono anche in Kenya.

## Attività e diffusione
Le suore si dedicano all'educazione della gioventù.
Sono presenti in Belgio, Etiopia, Germania, Kenya, Paesi Bassi, Suriname, Tanzania; la sede generalizia è a Nairobi.
Alla fine del 2015 l'istituto contava 201 religiose in 23 case.